# Malé Březno
Malé Březno (deutsch Kleinpriesen) ist eine Gemeinde im Okres Most in Tschechien.

## Geschichte
Erstmals erwähnt wurde das Dorf 1334 als „Březen“ und „Březový les“; seine Kirche gehörte zum Saatzer Dekanat. Nach einigen Besitzerwechseln wurde das Gut, das bis 1644 Johann Freiherr von Findelstein gehörte, nach dessen Tod 1672 an die Herren von Eisenstein (Fürsten von Lobkowicz) verkauft. Ab der Mitte des 19. Jahrhunderts bildete der Ort eine Gemeinde im Gerichtsbezirk Görkau bzw. im Bezirk Komotau. Das Dorf liegt am Fluss Lumpenbach, über den 1897 eine Eisenbrücke errichtet wurde.
Im Jahr 1887 erhielt Kleinpriesen eine Haltestelle an der Lokalbahn Potscherad–Wurzmes. Die Strecke wurde 1960 stillgelegt.

## Sehenswürdigkeiten
- Die spätgotische Kirche des hl. Johannes Evangelist (Johann von der Pforte) stammt aus dem Jahr 1334. Nach großen Schäden während des Dreißigjährigen Krieges wurde die Kirche 1644 neu eingeweiht.
- Doppelstatue des hl. Johannes von Nepomuk am Dorfplatz, umgesetzt aus Ervěnice (Seestadtl)
- Statue des hl. Johannes von Nepomuk am Dorfplatz, von Johann Adam Dietz
- Statue des hl. Florian an der Kirche, umgesetzt aus Jezeří (Eisenberg), von Johann Adam Dietz
- Kapelle in Oberpriesen (Vysoké Březno)
- Doppelstatue Maria und Jesus neben der Kapelle in Oberpriesen (Vysoké Březno)
- Steinkreuz an der Straße in Oberpriesen (Vysoké Březno)

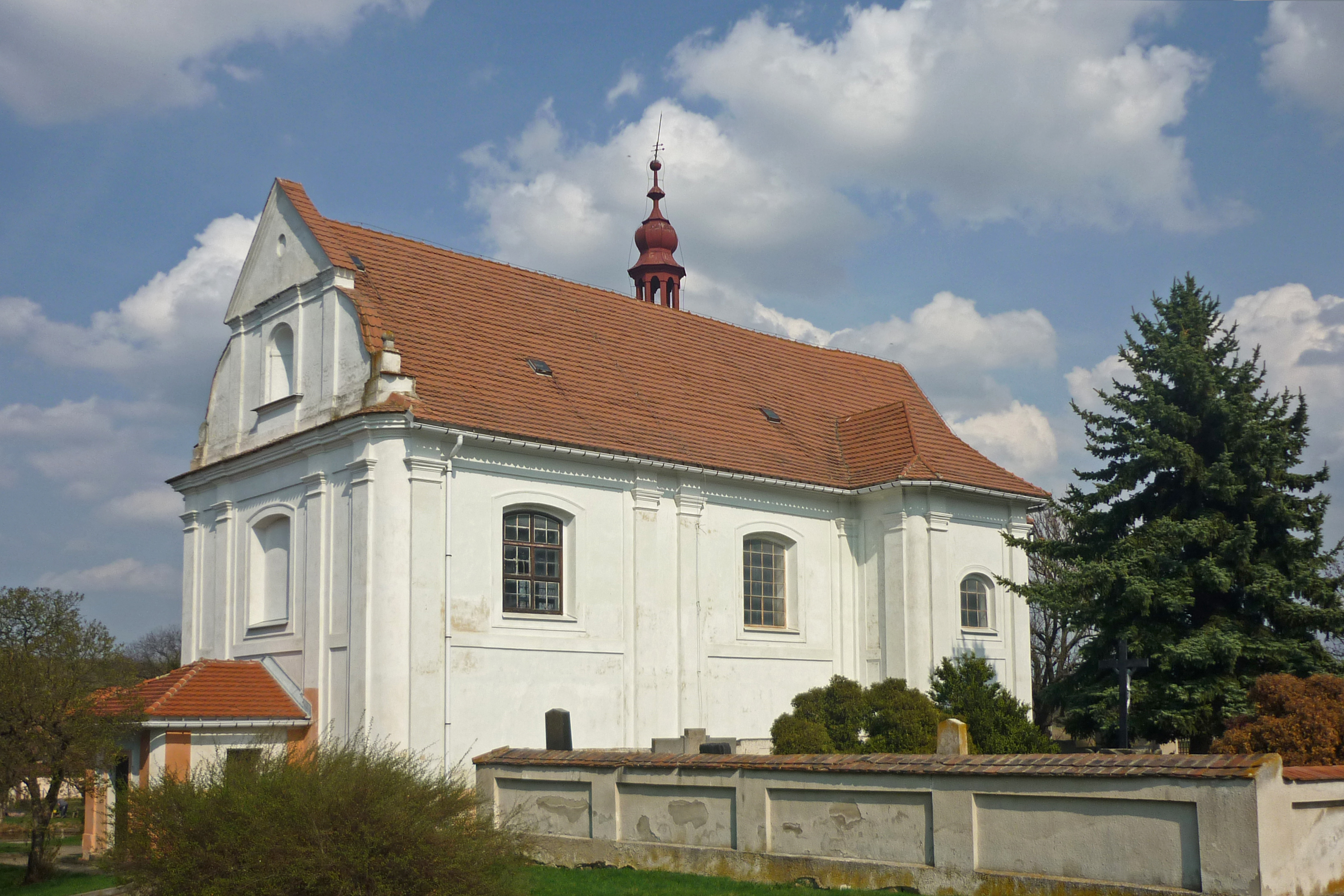
Kirche St. Johannes Evangelist in Kleinpriesen
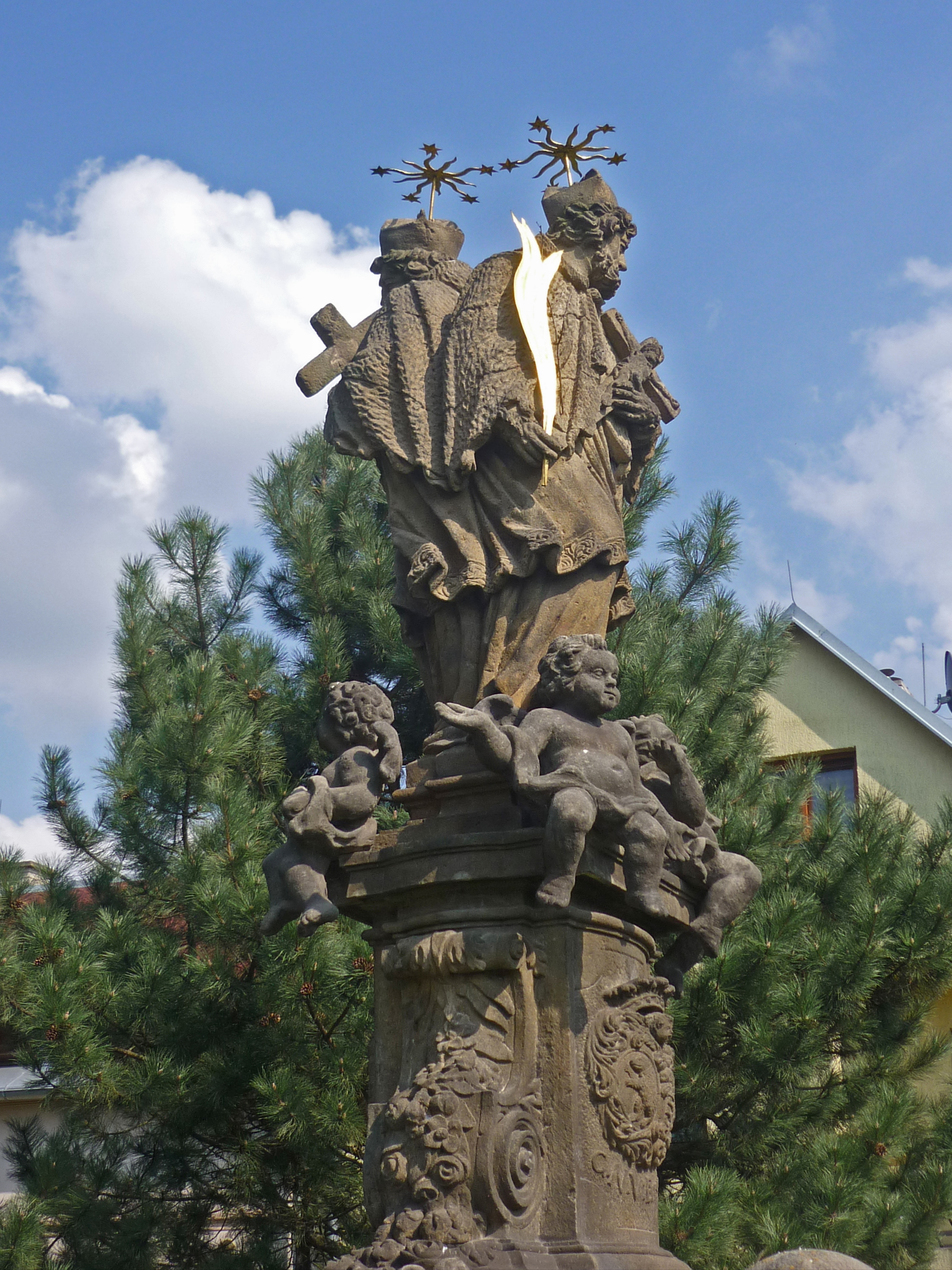
Doppelstatue des hl. Johannes von Nepomuk

## Gemeindegliederung
Die Gemeinde Malé Březno besteht aus den Ortsteilen Malé Březno (Kleinpriesen) und Vysoké Březno (Oberpriesen). Grundsiedlungseinheiten sind Bylany (Püllna), Holešice (Holschitz), Malé Březno und Vysoké Březno. Das Gemeindegebiet gliedert sich in die Katastralbezirke Bylany u Mostu, Holešice und Malé Březno. Außerdem liegt auf dem Gemeindegebiet das erloschene Dorf Vršany (Würschen).